# Рабаданов, Александр Николаевич
Александр Николаевич Рабаданов (Сапиюлла Набиюллаевич) (род. 1950, Махачкала) — российский государственный деятель. Начальник Главного управления МЧС России по Саратовской области (с января 2006 по август 2010 года). Генерал-майор.

## Биография
Александр Николаевич (Сапиюлла Набиюллаевич) Рабаданов родился в 1950 году в городе Махачкала.
Даргинец — по национальности.
Окончил Ульяновское гвардейское высшее танковое училище и командный факультет Военной академии бронетанковых войск имени маршала Советского Союза Р. Я. Малиновского.
1983 год — поворотный пункт в карьере А. Н. Рабаданова. Впредь вся его служба, работа и заботы связаны с гражданской обороной. Сначала он служит в должности старшего офицера отдела инженерно-технических мероприятий, затем начальником штаба ГО Волжского района в г. Саратове, затем начальником отдела боевой подготовки штаба ГО г. Саратова, с 1988 по 1996 гг. — начальником отдела боевой подготовки штаба ГО Саратовской области, потом в 1996 году назначен начальникам штаба ГО области, председателем комитета по делам ГО и ЧС при Правительстве области. С мая 2001 года А. Н. Рабаданов — министр Саратовской области по делам ГО и ЧС. С января 2006 по август 2010 гг. — начальник Главного управления МЧС России по Саратовской области.
Александр Николаевич Рабаданов — один из первых в стране организовал службу спасения. Тогда это было 25 человек, теперь это целая сеть спасательных подразделений в области. В послужном списке генерал-майора Рабаданова много успешно выполненных заданий. С 21 апреля 1988 года три месяца он участвовал в ликвидации аварии на чернобыльской АЭС, за что был награждён медалью «За боевые заслуги».
В 1995 и 2000 годах он участвовал в гуманитарных операциях по оказанию помощи чеченскому народу. С мая по июнь 2000 года исполнял обязанности начальника территориального управления МЧС России в Чеченской республике.
В сентябре 2001 года Александр Николаевич принимал активное участие в восстановлении разрушенного паводком города Ленска республики Саха-Якутия. От Саратовской области для пострадавших жителей в короткие сроки было построено 10 добротных жилых домов.
Множество правительственных наград имеет генерал-майор Рабаданов. Среди них самая дорогая для каждого генерала и офицера — именное оружие. На этой награде есть надпись «За мужество и героизм генерал-майору Рабаданову от Министра С. К. Шойгу».
В 2009 году был подписан Указ Президента Российской Федерации о награждении начальника Главного управления МЧС России по Саратовской области генерал-майора Александра Рабаданова орденом Почёта за мужество и самоотверженность, проявленные в экстремальных условиях, и высокие личные показатели в служебной деятельности.
С 1 сентября 2010 года Александр Рабаданов возглавляет Приёмную Президента Российской Федерации в Саратовской области.

## Награды и звания
- Орден Почёта.
- Генерал-майор МЧС.